# John Stuart Wildman
John Stuart Wildman ist ein US-amerikanischer Schauspieler, Filmproduzent, Filmregisseur und Drehbuchautor.

## Leben
Seit Ende der 1980er Jahre ist Wildman als Schauspieler tätig. Er übernahm in der Horrorkomödie Beast You! die Rolle des „Keith“ und war im selben Jahr im Film Lethal Pursuit in der Rolle des „Andy“ zu sehen. 1989 folgten Rollen in den Horrorfilmen Killer Kid und Terror Night. Er verfasste 1994 das Drehbuch für den Film Andrew Lackhappy, in dem er gemeinsam mit Joseph D. Reitman die zwei einzigen Rollen übernahm. 1996 stellte er im Film Affäre mit dem Tod die Rolle des „Jim Harvey“ dar. Nach fast 20 Jahren Auszeit vom Filmschauspiel folgte 2016 eine Besetzung im Kurzfilm The Money Store, sowie 2022 eine Rolle im Kurzfilm Sweat of his Cow.
Wildman ist mit der US-amerikanischen Schauspielerin und Filmschaffenden Justina Walford verheiratet. Zusammen schufen sie 2014 den Film The Ladies of the House. Er fungierte im am 3. Dezember 2016 auf dem Tampa Bay Underground Film Festival gezeigten Kurzfilm The Money Store als Regisseur, Drehbuchautor und Produzent. 2022 folgte in denselben Funktionen der Kurzfilm Sweat of his Cow. Zuvor produzierte er 2018 die Dokumentation Tattler's Tale.

## Filmografie (Auswahl)

### Schauspiel
- 1988: Beast You! (Sorority Babes in the Slimeball Bowl-O-Rama)
- 1988: Lethal Pursuit
- 1989: Killer Kid
- 1989: Terror Night
- 1994: Andrew Lackhappy
- 1996: Affäre mit dem Tod (Mind Games)
- 2016: The Money Store (Kurzfilm)
- 2022: Sweat of his Cow (Kurzfilm)

### Produktion
- 2014: The Ladies of the House
- 2014: White Creek
- 2016: The Money Store (Kurzfilm)
- 2018: Tattler's Tale (Dokumentation)

### Regie
- 2014: The Ladies of the House
- 2016: The Money Store (Kurzfilm)
- 2022: Sweat of his Cow (Kurzfilm)

### Drehbuch
- 1994: Andrew Lackhappy
- 2014: The Ladies of the House
- 2016: The Money Store (Kurzfilm)
- 2022: Sweat of his Cow (Kurzfilm)